# Chó lai sói Saarloos
Chó săn sói Saarloos (tiếng Hà Lan: Saarlooswolfhond) là một giống chó được thành lập có nguồn gốc từ việc lai chó sói.

## Lịch sử
Năm 1935, nhà lai tạo người Hà Lan Leendert Saarloos (1884–1969) bắt đầu lai tạo Chó chăn cừu Đức với Sói thung lũng Mackenzie (Canis lupus occidentalis), hoặc chó sói Á-Âu (Canis lupus lupus), mà ông thu được từ Diergaarde Blijdorp, Rotterdam Zoo. Mặc dù ông rất đam mê Chó chăn cừu Đức, ông đã tìm thấy hầu hết những con chó được thuần hóa và muốn sinh sản trong nhiều tài sản tự nhiên hơn để có được những con chó làm việc tốt hơn Nhưng kết quả không như Saarloos mong đợi.
Giống này thận trọng, dự trữ, thiếu khả năng tấn công. Cho đến khi Leendert Saarloos qua đời vào năm 1969, ông đã kiểm soát hoàn toàn việc nhân giống chó sói châu Âu của mình. Câu lạc bộ Kennel Dutch đã công nhận giống này vào năm 1975. Để tôn vinh ông, nó đã đổi tên thành "Saarloos Wolfdog".Năm 1981 giống này được công nhận bởi Liên minh nghiên cứu chó quốc tế (FCI). Trong quá khứ, một số chó săn sói Saarloos đã được huấn luyện làm chó dẫn đường cho người mù và làm chó cứu hộ, nhưng hầu hết những con chó của giống chó này hiện đang được nuôi như chó gia đình.

## Di truyền
Vào năm 2015, một nghiên cứu của chó sói Saarloos cho thấy sự liên kết di truyền nhiều hơn với sói xám hơn bất kỳ giống chó nào khác, đồng nghĩa với việc lai tạo lịch sử với những con sói xám trong giống chó này. In 2016, Trong năm 2016, một nghiên cứu DNA lớn về chó trong nước đã tìm thấy một phân chia sâu sắc giữa chó sói Saarloos và tất cả những con chó khác, làm nổi bật nguồn gốc của nó từ việc lai dắt chó chăn cừu Đức với những con sói bị giam giữ trong thập niên 1930, sau đó tiếp tục phân chia giữa chó Đông Âu và nguồn gốc Tây Âu.

## Huấn luyện
Loài này cần huấn luyện kỹ lưỡng bắt đầu trước tuần thứ tám để đảm bảo hành vi vâng lời.